# Гергард Гоффманн (генерал)
Гергард Гоффманн (нім. Gerhard Hoffmann; 13 жовтня 1887 — 6 листопада 1969) — німецький воєначальник, генерал зенітних військ люфтваффе. Кавалер Німецького хреста в золоті.

## Біографія
22 березня 1906 року вступив в 47-й піхотний полк. Учасник Першої світової війни, з 8 листопада 1914 року — командир роти 37-го резервного піхотного полку, з 29 вересня 1915 року — ад'ютант 18-ї резервної піхотної бригади. 18 вересня 1916 року переведений в Генштаб, з листопада 1917 по червень 1918 року — співробітник квартирмейстерської штабу Ставки.
30 вересня 1920 року звільнений з армії. З 1932 року служив в системі цивільної оборони, з 1 червня 1934 року — ад'ютант президента Імперського союзу ППО. 1 листопада 1934 року прийнятий на службу. Закінчив стрілецькі курси у Вустрові (1936). З 1 жовтня 1936 року — командир 2-го дивізіону 5-го зенітного полку, з 1 липня 1937 року — 1-го дивізіону 12-го зенітного полку, з 1 жовтня 1937 року — командир 12-го зенітного полку.
1 липня 1938 року очолив командування ППО «Берлін» (з 1 серпня 1939 року — 1-е командування ППО). З 24 червня 1940 року — начальник 9-го, з 1 березня 1941 року — 4-го командування ППО. 1 вересня 1941 року призначений командиром 4-ї, а 1 березня 1942 року — 15-ї зенітної дивізії. З 30 листопада 1942 року — командир 4-го авіапольового корпусу, який перебував на формуванні спочатку на Півдні Росії, а потім у Парижі. 1 серпня 1943 року очолив 3-ю авіаційну область зі штаб-квартирою в Берліні. 21 лютого 1945 року зарахований до резерву ОКЛ, а 30 квітня 1945 року звільнений у відставку.

## Звання
- Лейтенант (22 березня 1906)
- Оберлейтенант (8 листопада 1914)
- Гауптман (18 грудня 1915)
- Майор запасу (30 вересня 1920)
- Майор (1 листопада 1934)
- Оберстлейтенант (1 березня 1936)
- Оберст (1 жовтня 1937)
- Генерал-майор (1 червня 1939)
- Генерал-лейтенант (1 червня 1941)
- Генерал зенітних військ (1 грудня 1942)

## Нагороди
- Залізний хрест 2-го і 1-го класу
- Почесний хрест ветерана війни з мечами
- Медаль «За вислугу років у Вермахті» 4-го, 3-го і 2-го класу (18 років)
- Застібка до Залізного хреста 2-го і 1-го класу
- Нагрудний знак зенітної артилерії люфтваффе (19 серпня 1942)
- Нагрудний знак люфтваффе «За наземний бій» (26 листопада 1942)
- Німецький хрест в золоті (27 листопада 1942)